# Miltoniopsis roezlii
Miltoniopsis roezlii là một loài thực vật có hoa trong họ Lan. Loài này được (Rchb.f.) God.-Leb. mô tả khoa học đầu tiên năm 1889.

## Hình ảnh

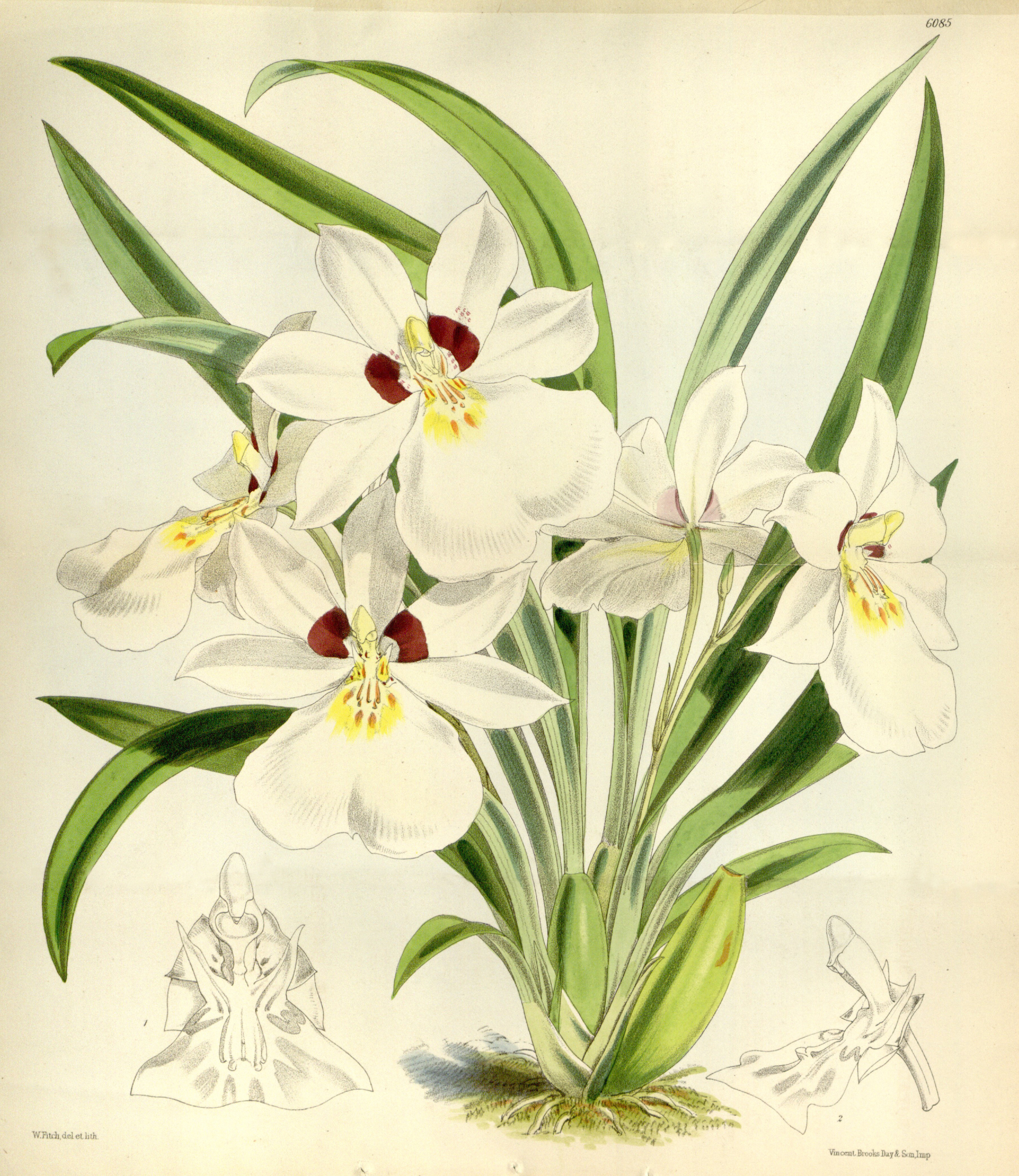
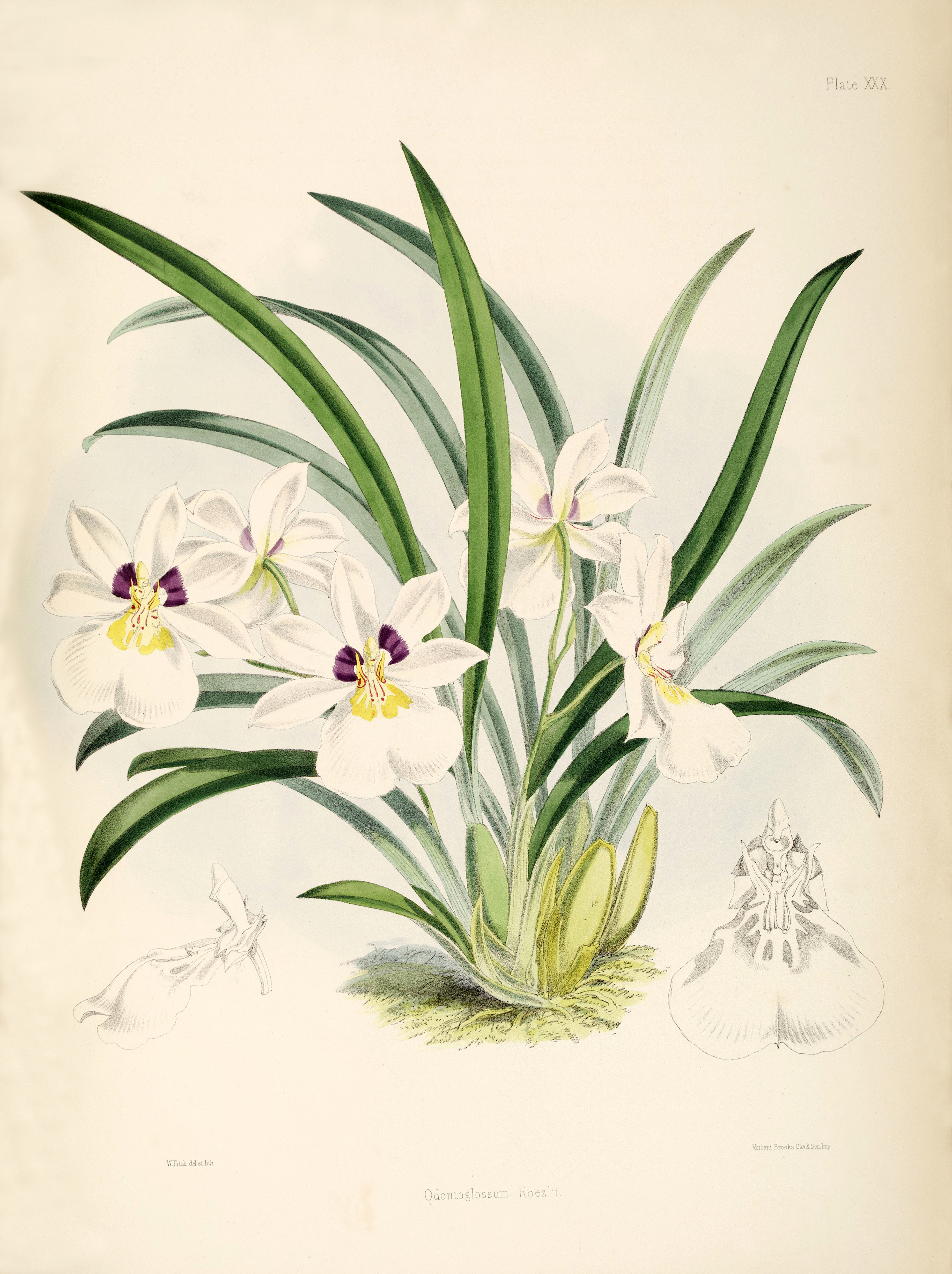